# Monārjān
Monārjān (persiska: مُنادِجان, مُنادِلان, Monādejān, منارجان) är en ort i Iran.   Den ligger i provinsen Chahar Mahal och Bakhtiari, i den centrala delen av landet, 500 km söder om huvudstaden Teheran. Monārjān ligger 1 941 meter över havet och antalet invånare är 405.
Terrängen runt Monārjān är kuperad åt nordost, men åt sydväst är den bergig. Runt Monārjān är det ganska glesbefolkat, med 38 invånare per kvadratkilometer. Närmaste större samhälle är Māl-e Khalīfeh, 13,5 km öster om Monārjān. Omgivningarna runt Monārjān är i huvudsak ett öppet busklandskap.